# John 5
John 5 (született John Lowery (Grosse Pointe, Michigan, 1971. július 31. –) amerikai gitáros.

## Pályafutása
1989 óta stúdiózenészként él. 1995-1996 között a frosTed-nél gitározott. Majd később a Red Square Black-ban ismerkedett meg Randy Castillo-val, aki pár évig Ozzy Osbourne-nál dobolt. Volt a  Marilyn Manson gitárosa is. Ezt a posztot 1998-óta Marilyn Manson előző szólógitárosa távozásától töltötte be. Ezért otthagyta a Rob Halford Two névre keresztelt saját együttesét. Mansonnál az első koncert óta a kritikusok első szempontjává vált. 2004-ben azonban Marilyn Manson-t is otthagyta majd Rob Zombie-nál gitározott és most a Mötley Crüe tagja.
Előző zenekarai: Red Square Black, frosTED, Ryan Downe, Wilson Philips, Night Ranger, Two, Ozzy Osbourne, Raven Payne, One Way, Pepperland, kd lang, Lita Ford, Salt'n Pepa, Leah Andre-one, David Lee Roth.